# NGC 4000
NGC 4000 é uma galáxia espiral (Sbc) localizada na direcção da constelação de Leo. Possui uma declinação de +25° 08' 38" e uma ascensão recta de 11 horas, 57 minutos e 57,0 segundos.
A galáxia NGC 4000 foi descoberta em 25 de Abril de 1878 por Lawrence Parsons.